# Vladimir Tchestnokov
Vladimir Ivanovitch Tchestnokov (en russe : Влади́мир Ива́нович Честноко́в), né le 25 avril 1904 à Saint-Pétersbourg, dans l'Empire russe, et mort le 15 mai 1968 à Léningrad, en URSS, est un acteur soviétique de théâtre et cinéma.

## Biographie
Vladimir Tchestnokov débute sur la scène du Théâtre Alexandra en 1924, après avoir suivi une formation dans le studio d'art dramatique d'Eutyches Karpov (1857-1926). Au Théâtre Alexandra, il incarnera plus d'une trentaine de personnages. De 1937 à 1653, il est acteur de Théâtre dramatique Vera Komissarjevskaïa, du Théâtre Baltflot (ru) de Kronstadt (transféré à Léningrad en 1942, à la suite de l'extension des opérations militaires sur le front de l'Est durant la Seconde Guerre mondiale) et du Théâtre du Komsomol de Leningrad (ru). Il enseigne également à l'École d'art dramatique de Saint-Pétersbourg en 1949-1953. Parmi ses élèves, on peut nommer Nina Ourgant.
Il rejoint les rangs du PCUS en 1941.
En 1954, Vladimir Tchestnokov retrouve le Théâtre Alexandra dont il sera nommé directeur artistique en 1966.
Sa carrière cinématographique commence en 1938, sous la direction d'Herbert Rappaport et Adolf Minkine dans l'adaptation du roman de Friedrich Wolf Professeur Mamlok. Il aura en tout joué dans une vingtaine de films, incarnant souvent les personnages historiques comme Nikolaï Tchernychevski, Nikolaï Nekrassov, Fiodor Dostoïevski, Dmitri Mendeleïev. En 1949, il tient l'un des premiers rôles dans le film retraçant la carrière d'Ivan Pavlov réalisé par Grigori Rochal qui lui vaut d'être parmi les lauréats du prix Staline l'année suivante. Il incarne à plusieurs reprises Vladimir Lénine au théâtre et au cinéma: dans l'adaptation de L'Année d'orages d'Alexeï Kapler en 1957 et dans les Fleurs vivantes de Nikolaï Pogodine en 1960 au Théâtre Alexandra, dans le long-métrage historique de Sergueï Vassiliev Par les jours d'Octobre inspiré du roman Dix jours qui ébranlèrent le monde de John Silas Reed en 1958 (Lenfilm) et dans Pervorossiïane d'après le poème Pervorossiisk d'Olga Bergholtz en 1967 (Lenfilm). Pour cette popularisation de la figure du chef de la révolution prolétarienne il reçoit le Prix d'État de l'URSS en 1967.
Mort à Leningrad le 15 mai 1968, l'artiste est enterré dans la parcelle du cimetière Volkovo surnommée la passerelle des écrivains.

## Filmographie partielle
- 1940 : La Débacle de Youdenitch (Разгром Юденича) de Pavel Petrov-Bytov
- 1947 : Pirogov de Grigori Kozintsev : Nikolaï Pirogov
- 1949 : Ivan Pavlov (Академик Иван Павлов) de Grigori Rochal : Zabeline
- 1955 : Le Taon (Овод) d'Aleksandr Faintsimmer : Dominikino

## Distinctions
- Prix Staline (1950)
- Artiste du peuple de l'URSS (1960)
- Ordre du Drapeau rouge du Travail (1964)
- Prix d'État de l'URSS (1967)
- Ordre de Lénine (1967)